# Ministri dell'economia della Germania
I ministri dell'economia della Repubblica Federale Tedesca dal 1949 ad oggi sono i seguenti.

## Lista
| Ministro                        | Ministro         | Ministro                   | Partito                                  | Governo             | Inizio            | Fine             |
| ------------------------------- | ---------------- | -------------------------- | ---------------------------------------- | ------------------- | ----------------- | ---------------- |
| Economia                        |                  |                            |                                          |                     |                   |                  |
|                                 |                  | Ludwig Erhard              | Unione Cristiano Democratica             | Governo Adenauer I  | 20 settembre 1949 | 20 ottobre 1953  |
| Governo Adenauer II             | 20 ottobre 1953  | Ludwig Erhard              | Unione Cristiano Democratica             | 29 ottobre 1957     |                   |                  |
| Governo Adenauer III            | 29 ottobre 1957  | Ludwig Erhard              | Unione Cristiano Democratica             | 14 novembre 1961    |                   |                  |
| Governo Adenauer IV             | 14 novembre 1961 | Ludwig Erhard              | Unione Cristiano Democratica             | 14 dicembre 1962    |                   |                  |
| Governo Adenauer V              | 14 dicembre 1962 | Ludwig Erhard              | Unione Cristiano Democratica             | 11 ottobre 1963     |                   |                  |
|                                 |                  | Kurt Schmücker             | Unione Cristiano Democratica             | Governo Erhard I    | 17 ottobre 1963   | 26 ottobre 1965  |
| Governo Erhard II               | 26 ottobre 1965  | Kurt Schmücker             | Unione Cristiano Democratica             | 30 novembre 1965    |                   |                  |
|                                 |                  | Karl Schiller              | Partito Socialdemocratico di Germania    | Governo Kiesinger   | 1º dicembre 1966  | 21 ottobre 1969  |
| Governo Brandt I                | 22 ottobre 1969  | Karl Schiller              | Partito Socialdemocratico di Germania    | 7 luglio 1972       |                   |                  |
|                                 |                  | Helmut Schmidt             | Partito Socialdemocratico di Germania    | Governo Brandt I    | 7 luglio 1972     | 15 dicembre 1972 |
|                                 |                  | Hans Friderichs            | Partito Liberale Democratico             | Governo Brandt II   | 15 dicembre 1972  | 16 maggio 1974   |
| Governo Schmidt I               | 16 maggio 1974   | Hans Friderichs            | Partito Liberale Democratico             | 14 dicembre 1976    |                   |                  |
| Governo Schmidt II              | 14 dicembre 1976 | Hans Friderichs            | Partito Liberale Democratico             | 4 ottobre 1977      |                   |                  |
|                                 |                  | Otto Graf Lambsdorff       | Partito Liberale Democratico             | Governo Schmidt II  | 4 ottobre 1977    | 4 novembre 1980  |
| Governo Schmidt III             | 6 novembre 1980  | Otto Graf Lambsdorff       | Partito Liberale Democratico             | 1º ottobre 1982     |                   |                  |
|                                 |                  | Manfred Lahnstein          | Partito Socialdemocratico di Germania    | Governo Kohl I      | 4 ottobre 1982    | 1º ottobre 1982  |
|                                 |                  | Otto Graf Lambsdorff       | Partito Liberale Democratico             | Governo Kohl I      | 1º ottobre 1982   | 29 marzo 1983    |
| Governo Kohl II                 | 30 marzo 1983    | Otto Graf Lambsdorff       | Partito Liberale Democratico             | 27 giugno 1984      |                   |                  |
|                                 |                  | Martin Bangemann           | Partito Liberale Democratico             | Governo Kohl II     | 27 giugno 1984    | 11 marzo 1987    |
| Governo Kohl III                | 11 marzo 1987    | Martin Bangemann           | Partito Liberale Democratico             | 9 dicembre 1988     |                   |                  |
|                                 |                  | Helmut Haussmann           | Partito Liberale Democratico             | Governo Kohl III    | 9 dicembre 1988   | 18 gennaio 1991  |
|                                 |                  | Jürgen Möllemann           | Partito Liberale Democratico             | Governo Kohl IV     | 18 gennaio 1991   | 21 gennaio 1993  |
|                                 |                  | Günter Rexrodt             | Partito Liberale Democratico             | Governo Kohl IV     | 18 gennaio 1991   | 17 novembre 1994 |
| Governo Kohl V                  | 17 novembre 1994 | Günter Rexrodt             | Partito Liberale Democratico             | 26 ottobre 1998     |                   |                  |
| Economia e tecnologia           |                  |                            |                                          |                     |                   |                  |
|                                 |                  | Werner Müller              | Indipendente                             | Governo Schröder I  | 27 ottobre 1998   | 22 ottobre 2002  |
| Economia e lavoro               |                  |                            |                                          |                     |                   |                  |
|                                 |                  | Wolfgang Clement           | Partito Socialdemocratico di Germania    | Governo Schröder II | 22 ottobre 2002   | 22 novembre 2005 |
| Economia e tecnologia           |                  |                            |                                          |                     |                   |                  |
|                                 |                  | Michael Glos               | Unione Cristiano Sociale                 | Governo Merkel I    | 22 novembre 2005  | 10 febbraio 2009 |
|                                 |                  | Karl-Theodor zu Guttenberg | Unione Cristiano Sociale                 | Governo Merkel I    | 10 febbraio 2009  | 28 ottobre 2009  |
|                                 |                  | Rainer Brüderle            | Partito Liberale Democratico             | Governo Merkel II   | 28 ottobre 2009   | 12 maggio 2011   |
|                                 |                  | Philipp Rösler             | Partito Liberale Democratico             | Governo Merkel II   | 12 maggio 2011    | 17 dicembre 2013 |
| Economia ed energia             |                  |                            |                                          |                     |                   |                  |
|                                 |                  | Sigmar Gabriel             | Partito Socialdemocratico di Germania    | Governo Merkel III  | 17 dicembre 2013  | 27 gennaio 2017  |
|                                 |                  | Brigitte Zypries           | Partito Socialdemocratico di Germania    | Governo Merkel III  | 27 gennaio 2017   | 14 marzo 2018    |
|                                 |                  | Peter Altmaier             | Unione Cristiano Democratica             | Governo Merkel IV   | 14 marzo 2018     | 8 dicembre 2021  |
| Economia e protezione climatica |                  |                            |                                          |                     |                   |                  |
|                                 |                  | Robert Habeck              | Alleanza 90/I Verdi                      | Governo Scholz      | 8 dicembre 2021   | 6 maggio 2025    |
| Affari economici ed energia     |                  |                            |                                          |                     |                   |                  |
|                                 |                  | Katherina Reiche           | Unione Cristiano-Democratica di Germania | Governo Merz        | 6 maggio 2025     | in carica        |